# Max Croci
Max Croci (Busto Arsizio, 11 ottobre 1968 – Milano, 8 novembre 2018) è stato un regista italiano.

## Biografia
Illustratore e direttore artistico, passa alla regia realizzando nel 1995 il suo primo cortometraggio, Queen Be, ambientato negli anni venti. 
Il colore dei cartoni animati di Tex Avery, le citazioni dal cinema hollywoodiano classico e le attrici Alessandra Faiella e Nicoletta Maragno sono gli ingredienti di Rosso Tigre, secondo cortometraggio, che vince il terzo premio al Torino Film Festival e che viene invitato ad aprire il Festival Internazionale del cinema di Huesca, in Spagna. 
Grazie a Rosso Tigre dal 1998 Croci firma numerosi spot per diverse case di produzione milanesi. Continua a girare cortometraggi: Glamour Express (che partecipa ai Festival di Locarno, Berlino e New York) e Marameo, interpretato da Platinette in versione gangster, che inaugura il LAIFA, Los Angeles Italian Film Award, di Hollywood.
Con Volevo sapere sull'amore, del 2004, inizia la sua collaborazione con lo scrittore Matteo B. Bianchi. Il film, con Marina Confalone, vince numerosi premi tra cui il Nastro d'argento all'interprete.
La commedia, uno dei generi cinematografici a cui è più legato, è il tema di un magazine che realizza per Tele+, Commedia Mon Amour, con Stefano Della Casa. 
Con la produzione di Giorgio Bozzo dirige a teatro gli spettacoli-concerto Tutto su di me (con Platinette), Cosa c'è di strano (con Gennaro Cosmo Parlato) e Non ce ne importa niente (con Le Sorelle Marinetti).
Dal 2003 è autore e regista di diverse produzioni per Sky Italia, come il Dizionario del cinema, con Steve Della Casa, alcuni documentari (tra cui L'Italia dei generi e Italia 70, il cinema a mano armata con Umberto Lenzi) e numerosi speciali, come L'arte dei titoli di testa e Il cinema di carta. Sempre per Sky gira diversi promo e la "prima stagione" di Una poltrona per due, sketch-comedy con Alessia Ventura e Nicola Savino, che è anche protagonista di Sosta forzata (scritto da Max Gnocchi), uno dei sei cortometraggi prodotti da Sky tra il 2005 e il 2007.
Nel 2007 firma, con Lucio Pellegrini, la sit-com per Italia 1 La strana coppia con Luca Bizzarri e Paolo Kessisoglu, ispirata al classico di Neil Simon.
Iaia Forte, Luciana Littizzetto, Marina Massironi, Justine Mattera e Carla Signoris sono le protagoniste di 5 corti al femminile scritti da Matteo B. Bianchi e presentati su Sky nel 2008 in occasione della festa della donna.
Nel 2009 dirige il noir Lacrime nere, scritto da Matteo Bortolotti e interpretato da Alessandro Sampaoli e Lucrezia Piaggio. Realizza poi, con Hakim Zejjari, il documentario Moana, magnifica ossessione, che viene presentato al Fiction Fest di Roma. Chiude l'anno Sex and the City, tutto in una notte - una serie di sketch scritti da Giacomo Ciarrapico ed interpretati da Claudia Gerini e Fabio Troiano.
Nel 2010 dirige nuovamente Luca e Paolo in due web series prodotte da Beppe Caschetto (ITC) per Vodafone: Panetteria Maiello e Un minuto e qualcosa, una sorta di parodia della serie televisiva 24. Le due serie sono firmate da Martino Clericetti, Lorenzo De Marinis e Matteo Levati.
Maurizio Crozza e il figlio Giovanni sono invece i protagonisti di Soltanto uno scherzo, cortometraggio che ha partecipato al Giffoni Film Festival e al Roma Independent Film Festival e che ha vinto il premio come migliore cortometraggio al Festival Internazionale di Manhattan (IFFM) 2012.
Il 2012 è anche l'anno di Countdown, corto scritto con Francesco Pasqua ed interpretato da Carla Signoris e Ambra Angiolini. Nel 2013 dirige due nuovi cortometraggi: Ladiesroom e La fuga.
Nel 2014 firma il programma per Sky Arte Camerini, di Marco Baliani e Barbara Frigerio, in cui attori come Stefano Accorsi, Pierfrancesco Favino e Valerio Mastandrea.
Il primo lungometraggio è una commedia romantica dal titolo Poli opposti, prodotto da Rodeo Drive e Rai Cinema. Esce nelle sale ad ottobre del 2015. Nel 2016 esce il secondo lungometraggio, Al posto tuo.
Nel 2017 viene distribuito il terzo lungometraggio, prodotto da Notorious Pictures, La verità, vi spiego, sull'amore, commedia tratta dal libro omonimo e dal Blog di Enrica Tesio Ti asmo.
Malato da tempo di leucemia, muore l'8 novembre 2018 all'età di 50 anni.

## Filmografia

### Cinema

#### Cortometraggi
- Queen Be (1995)
- Rosso tigre (1996)
- Glamour Express (1998)
- Marameo (2000)
- Birdie Mama (2002)
- Volevo sapere sull'amore (2004)
- Cheesecake (2005)
- Golden Hays (2006)
- Sosta forzata (2006)
- Vedo cose (2007)
- Babbo a spillo (2007)
- Castigo divino (2007)
- Lacrime nere (2009)
- Screwdriver (2010)
- Soltanto uno scherzo (2011)
- Countdown (2011)
- Ladiesroom (2013)
- La fuga (2013)
- Era bellissima (2015)

#### Documentari
- Italia 70, il cinema a mano armata
- L'Italia dei generi
- L'arte dei titoli di testa
- Il cinema di carta
- Si erano tanto amati: Tracy & Hepburn
- Eros & cinema
- Moana, magnifica ossessione
- Martina e la sedia magica (Telethon)
- Il regalo di Liviana (Telethon)

#### Lungometraggi
- Poli opposti (2015)
- Al posto tuo (2016)
- La verità, vi spiego, sull'amore (2017)

### Web Series
- Panetteria Maiello (Vodafone, 2010-11)
- Un minuto e qualcosa (Vodafone, 2011-12)
- Egoisti anonimi (Control, 2012)

### Televisione
- Tisana Bum Bum (Rai Due, 2004)
- Risate di cosa nostra (Sky Cinema, 2005)
- Una poltrona per due (Sky Cinema, 2006)
- La strana coppia (Italia 1, 2007)
- Sex and the City - Tutto in una notte (La7, 2009)
- Camerini (Sky ARTE, 2014)
- Cinepop (Sky Cinema, 2018)